# Roman Jarosz
Roman Jarosz (ur. 1888 w Rawie Ruskiej, zm. 1932 w Paryżu) – polski malarz.
Po ukończeniu szkoły kadetów w 1909 rozpoczął studia w pracowni Teodora Axentowicza w Akademii Sztuk Pięknych w Krakowie. Dwa lata później wyjechał do Monachium, gdzie od 28 października 1911 przez krótki czas studiował w tamtejszej Akademii Sztuk Pięknych w klasie rysunkowej. W tym samym roku znalazł się w Paryżu, gdzie uczęszczał na lekcje malarstwa do Maurice Denisa. Po wybuchu I wojny światowej walczył w szeregach Legii Cudzoziemskiej, a po odzyskaniu przez Polskę niepodległości w Wojsku Polskim. Uczestniczył w wojnie polsko-bolszewickiej, a następnie powrócił do Paryża, gdzie kontynuował naukę w École des Beaux-Arts. Prace Romana Jarosza uczestniczyły w organizowanych w Paryżu wystawach m.in. Salonie Jesiennym i Salonie Niezależnych, jego obrazy prezentowano również w Polsce. Tematem jego prac były kwiaty, martwe natury i pejzaże. Największą popularność przyniosło mu malowanie scen z życia Paryża, które przedstawiały place, ulice i targi. Zmarł w Paryżu mając 43 lata.